# Commanderia
Con il termine Commanderia (Komtur) si definiva una specifica circoscrizione nell'organizzazione dei Cavalieri Teutonici equivalente a quella di altri ordini come quello dei Templari e quello degli Ospitalieri. Al suo vertice era un comandante di una specifica regione, o di una comandatura (Kommende o Komturei), che esercitava il proprio potere sui procuratori provinciali.

## La Commanderia negli ordini cavallereschi
Il Comandante veniva nominato dal Gran Maestro di un ordine cavalleresco ed egli agiva per conto della propria organizzazione, non ritenendo i possessi ad uso personale, ma amministrabili come un territorio gestito da un canonico regolare e come tali questi territori venivano accettati dai governi laici e dalla Chiesa.
La presenza dei Gran Magisteri, infatti, garantiva che nessuno dei Comandanti avesse eccessivo potere personale nella regione e che per le decisioni più importanti fosse costretto a ricorrere ad enti superiori.
Molti di questi possedimenti, in epoche successive, si avvalsero di Balì (governatori provinciali), o di Landkomtur (commendatori provinciali).
L'amministrazione personale del reggente era unicamente relegata all'aspetto giudiziario ed a quello fiscale.
| Controllo di autorità | GND (DE) 4299929-7 |